# 市政厅钟琴

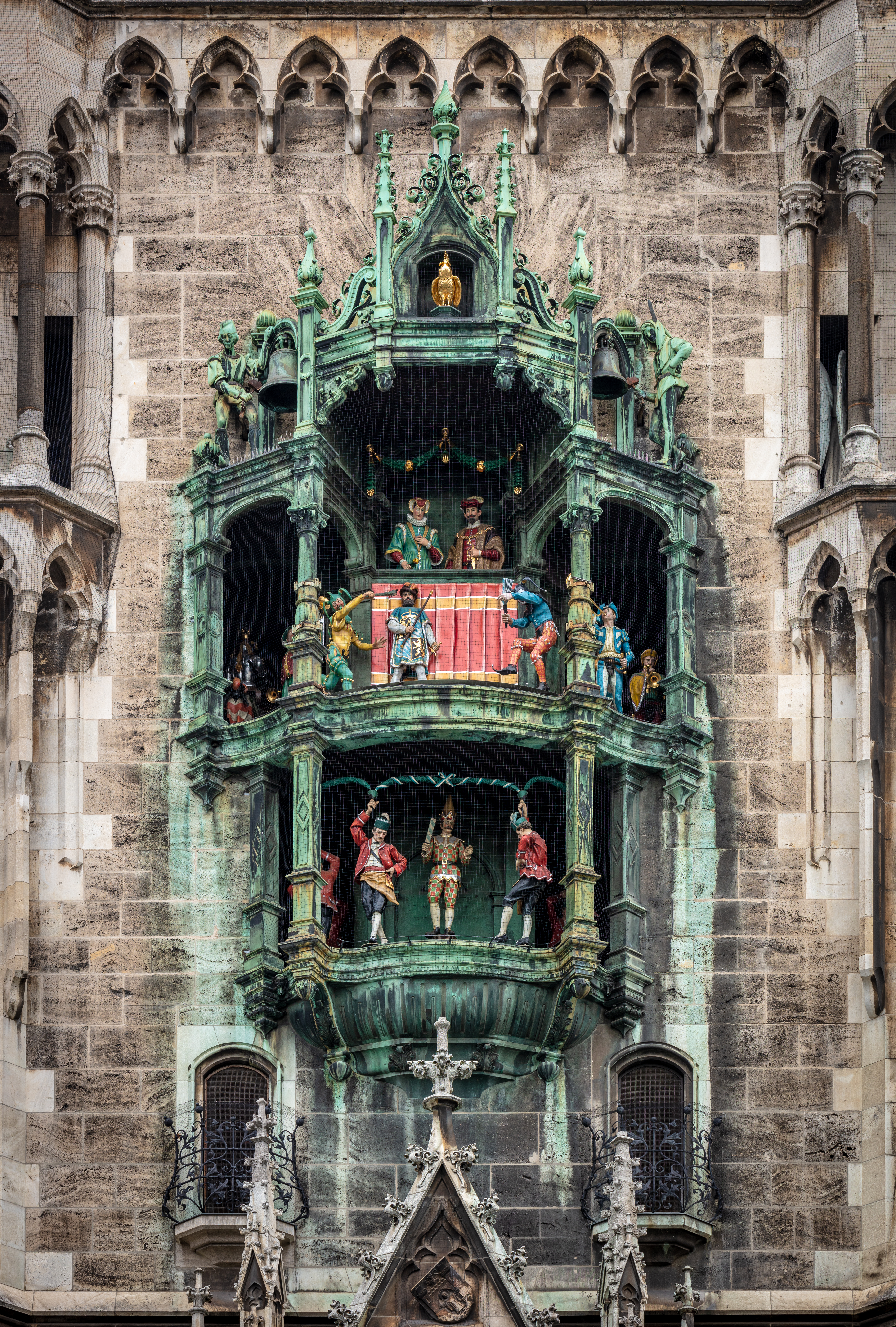
图为玛利亚广场的市政厅钟琴。

市政厅钟琴（Rathaus-Glockenspiel）是德国慕尼黑的一个旅游景点，位于市中心玛利亚广场慕尼黑新市政厅的钟楼。
市政厅钟琴建于1908年，是慕尼黑新市政厅第二个施工阶段的一部分。每天上午11点和下午5点（以及夏季中午12点），它为16世纪的两个故事重新编排，为大量游客和当地人带来欢乐。它由43个钟和32个真人大小的骑士人物组成。市政厅钟琴的上半部分讲述了巴伐利亚公爵威廉五世 (创办了世界著名的皇家啤酒屋）与洛林的雷娜塔的婚姻故事。为了纪念这对幸福的夫妇，马背上真人大小的骑士分别代表巴伐利亚（白色和蓝色）和洛林（红色和白色）。当然，每次都是巴伐利亚骑士获胜。。
第二个故事则是关于制桶匠舞蹈（Schäfflertanz）。根据传说，1517年在慕尼黑發生了瘟疫，据说这些制桶匠在街上跳舞，为恐惧中的城市带来新鲜的活力。他们的舞蹈代表了在困难时期的毅力和忠诚。按照传统，舞蹈每七年在慕尼黑表演一次。在1700年这已被称为“古老的风俗”，但目前的舞蹈是在1871年确定下来的，在狂欢节期间表演。下一次是在2019年。
整个节目的持续时间在12到15分钟之间，具体取决于当天播放的曲目。在节目的最后，在钟楼顶部静静地鸣叫三声，标志着节目的结束。